# Thopeutis
Thopeutis là một chi bướm đêm thuộc họ Crambidae.

## Species
- Thopeutis diatraealis (Dyar, 1910)
- Thopeutis diffusifascia (Hampson, 1919)
- Thopeutis forbesellus (Fernald, 1896)
- Thopeutis galleriellus (Ragonot in Staudinger, 1892)
- Thopeutis respersalis Hübner, 1818
- Thopeutis xylinalis (Hampson, 1896)